# Roinville, Eure-et-Loir
Roinville är en kommun i departementet Eure-et-Loir i regionen Centre-Val de Loire strax norr om centrala Frankrike. Kommunen ligger i kantonen Auneau som tillhör arrondissementet Chartres. År 2022 hade Roinville 582 invånare.

## Befolkningsutveckling
Antalet invånare i kommunen Roinville
Referens:INSEE